# Claudio Morganti

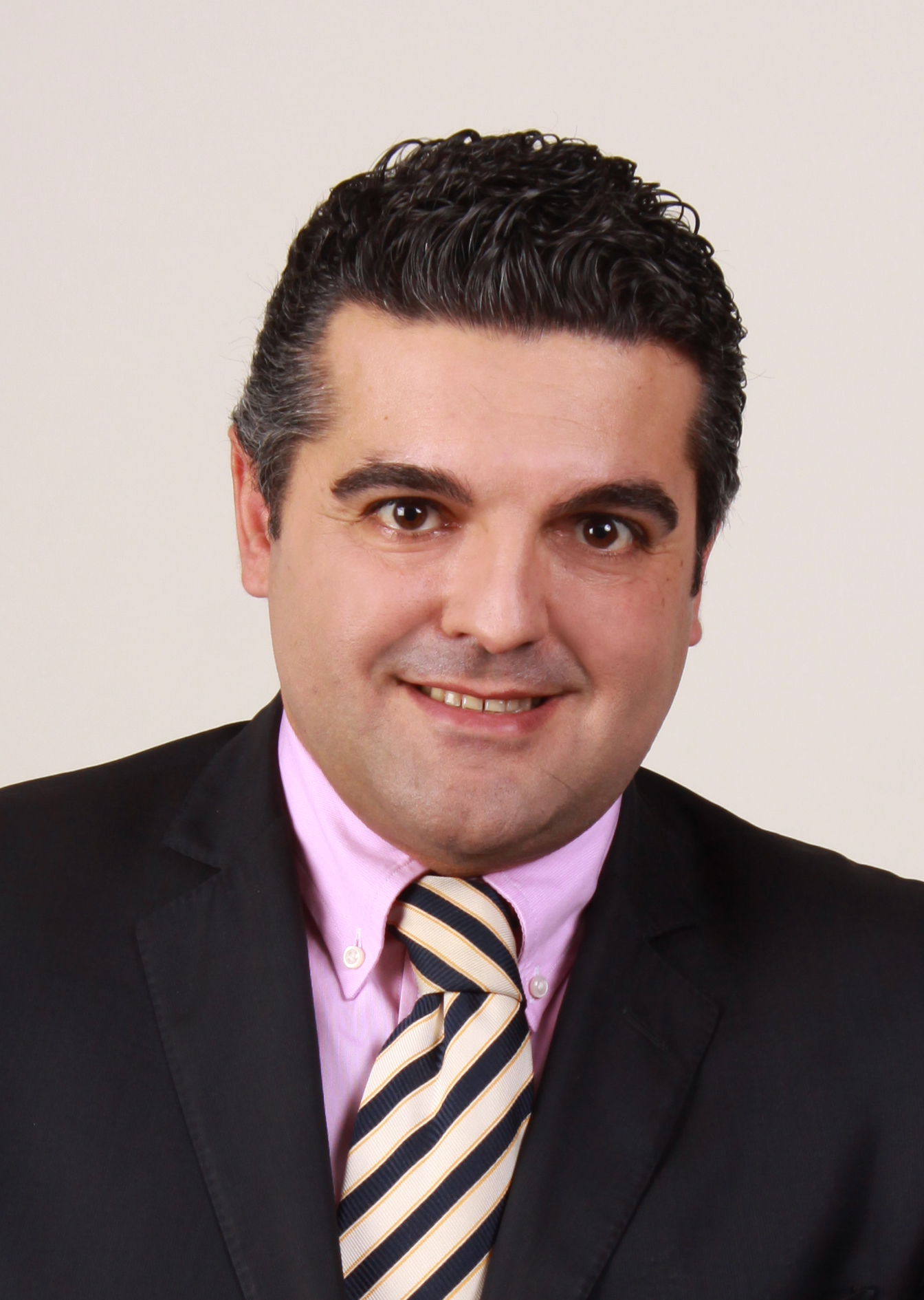
Claudio Morganti (2014)

Claudio Morganti (* 14. April 1973 in Prato) ist ein italienischer Politiker. Morganti war von 2009 bis 2014 Abgeordneter im Europäischen Parlament. Er gehörte der Lega Nord an. Im November 2013 verließ er die Partei und schloss sich im Februar 2014 der Lega-Nord-Abspaltung Io Cambio an. Er war Mitglied der Fraktion Europa der Freiheit und der Demokratie.